# Ossero (Schiff)
Die Ossero ist eine ehemalige k.u.k. Staatsyacht.

## Geschichte

### Bis 1918
Das Schiff wurde 1896 im Auftrag Erzherzog Karl Stephan von Österreich in Triest gebaut. Das Schiff hat zu dieser Zeit eine Länge von 42,20 Metern, eine Breite von 6,10 Metern und einen Tiefgang von 3,50 Metern. Der schlanke Rumpf ist in genieteter Metallbauweise ausgeführt.
Der Auftraggeber war unter anderem Mäzen des Yachtsports an der Dalmatinischen Küste und regelmäßiger Schirmherr der „internationalen Sportwochen“ in Abbazia. Bereits im Jahr der Indienststellung nahm er selbst mit der Yacht, die dem 1891 gegründeten k.u.k. Yacht-Geschwader zugeordnet war, teil.
Im Jahre 1899 wurde sie von der k.u.k. Kriegsmarine erworben und stand den dalmatinischen Statthaltern für deren dienstlichen Angelegenheiten zur Verfügung. Das Schiff bekam den Namen Dalmat und hatte den Heimathafen Zadar.
Nach der Ermordung des Thronfolgers Franz Ferdinand im Juni 1914 in Sarajevo hatte die Dalmat die Aufgabe, die sterblichen Überreste des Thronfolgerpaares vom Hafen in Metković zu der an der Neretvamündung wartenden Viribus Unitis zu überführen.
Mit Ausbruch des Ersten Weltkrieges wurde das Schiff in die Bucht von Kotor verlegt. Ab 1916 diente es den Kommandanten der k.u.k U-Bootflotte.

### Nach 1918
Nach dem Ersten Weltkrieg kam es an das Königreich Jugoslawien und wurde zunächst als Handelsschiff klassifiziert. Später diente es unter dem neuen Namen Vila als Jacht der jugoslawischen Admiralität.
Während des Zweiten Weltkrieges wurde das Schiff von Italien beschlagnahmt und fuhr als Kanonenboot Fata bis zum Ende des Krieges.
Nach Ende des Krieges fuhr sie wieder unter jugoslawischer Flagge als Orjen und später als Istranka für die jugoslawische Marine.
Nach Ausmusterung aus dem Militärdienst war das Schiff von 1971 an in Privatbesitz, unter anderem als schwimmendes Restaurant in Split. In dieser Zeit verschlechterte sich der Zustand der Ossero zunehmend. Verkaufsverhandlungen scheiterten.
Im Jahre 1989 sank das Schiff während des Jugoslawienkrieges in der früheren Abwrackwerft der Firma "Brodospas" und wurde auf Veranlassung von Gianfranco Cozzi, einem italienischen Staatsbürger, wieder gehoben. Ab 2003 kam es zu Teilreparaturen auf einer Werft auf der Insel Vranjic bei Split, 2005 wurde das Schiff zum Kulturerbe erklärt. Während der Restaurationsphase verstarb Gianfranco Cozzi. Seine Familie zeigte kein weiteres Interesse an dem Schiff, so dass die Arbeiten eingestellt wurden. Aufgrund des immer schlechter werdenden Zustandes sank die Ossero abermals.
Inzwischen bemüht sich ein Verein in Kooperation mit dem kroatischen Marinemuseum um den Erhalt der Ossero. Sie ist zusammen mit den Relikten der beiden Donaumonitoren Leitha und Bodrog eines der drei letzten existierenden Schiffe der k.u.k. Kriegsmarine.